# Nomia nitens
Nomia nitens is een vliesvleugelig insect uit de familie Halictidae. De wetenschappelijke naam van de soort is voor het eerst geldig gepubliceerd in 1931 door Cockerell.